# مارکو میلینکوویچ
مارکو میلینکوویچ (سیریلیک صربی: Марко Mилинковић؛ زادهٔ ۱۶ آوریل ۱۹۸۸) بازیکن فوتبال اهل صربستان است.
از باشگاه‌هایی که در آن بازی کرده‌است می‌توان به باشگاه ورزشی گنچلربیرلیغی و باشگاه فوتبال اسلوان براتیسلاوا اشاره کرد.
وی همچنین در تیم‌های ملی فوتبال زیر ۲۱ سال صربستان و صربستان بازی کرده‌است.